# رول تخم مرغ
رول تخم مرغ نوعی پیشخورد سرخ‌شده است که در رستوران‌های چینی آمریکایی سرو می‌شود. به صورت یک رول استوانه‌ای و خوش‌طعم است که با کلم رنده شده، گوشت خرد شده یا سایر مواد داخل یک خمیر تهیه شده از آرد گندم، پیجیده و در روغن داغ سرخ می‌شود. رول تخم مرغ برخلاف نامش، معمولاً حاوی تخم مرغ نیست.
این غذا گرم سرو می‌شود و معمولاً به صورت لقمک خورده می‌شود و در کنارش سس اردک، سس سویا، سس آلو یا خردل تند سرو می‌شود، رول تخم مرغ را اغلب در یک سلفون می‌پیچند. رول تخم مرغ یکی از غذاهای رایج در آشپزی آمریکایی چینی است.

## خاستگاه

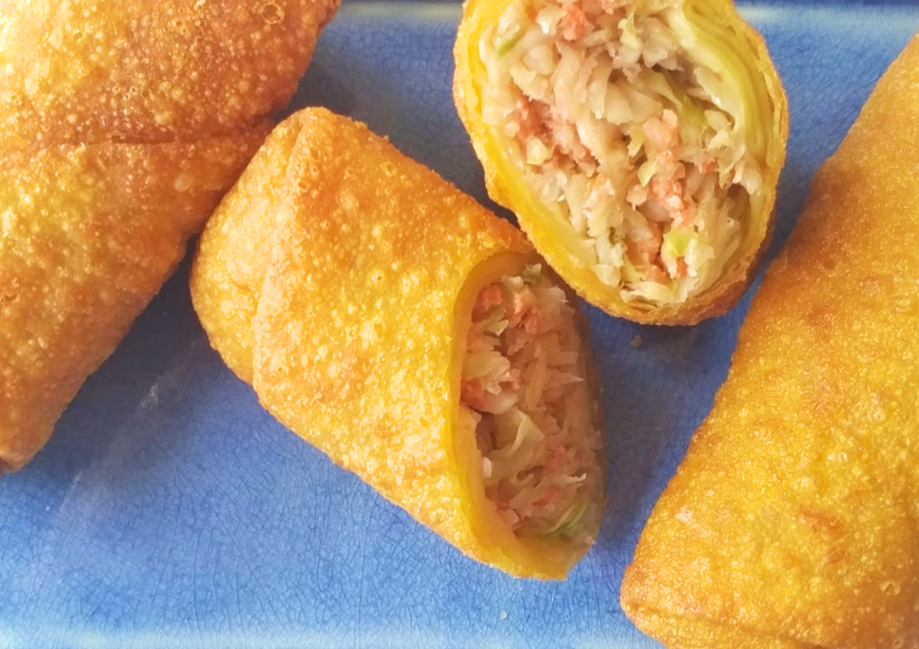
مواد داخل رول تخم مرغ عمدتاً کلم به همراه مقدار کمی گوشت خرد شده و سایر مواد تشکیل دهنده است.

خاستگاه رول تخم‌مرغ مشخص نیست و در مورد آن همچنان اختلاف نظر وجود دارد. رول تخم مرغ بسیار شبیه به رول‌های بهاری است که در سرزمین اصلی چین سرو می‌شوند، اما تفاوت‌هایی با آن دارد. این غذا اولین بار در اوایل قرن بیستم در ایالات متحده دیده شد.
اندرو کو، نویسنده کتاب «چاپ سوئی: تاریخ فرهنگی غذای چینی در ایالات متحده»، اظهار داشته است که رول تخم‌مرغ مدرن آمریکایی احتمالاً در اوایل دهه ۱۹۳۰ در یک رستوران چینی در شهر نیویورک توسط یکی از دو سرآشپزی که بعداً هر دو ادعای اختراع آن را کردند، اختراع شد: لونگ فونگ از رستوران لونگ فونگ یا هنری لو از پورت آرتور. طبق دستور پخت کو، لو، که در کتاب آشپزی سال ۱۹۳۸ با عنوان «در خانه به زبان چینی بپزید» چاپ شده است، شامل «جوانه‌های بامبو، گوشت خوک کبابی، میگو، پیازچه، شاه بلوط آبی، نمک، مونوسدیم گلوتامات، شکر، روغن پالم و فلفل» بود، اما نکته قابل توجه این است که کلم، که ماده اصلی پرکننده در رول‌های تخم‌مرغ مدرن است، در آن گنجانده نشده بود.

## مواد لازم

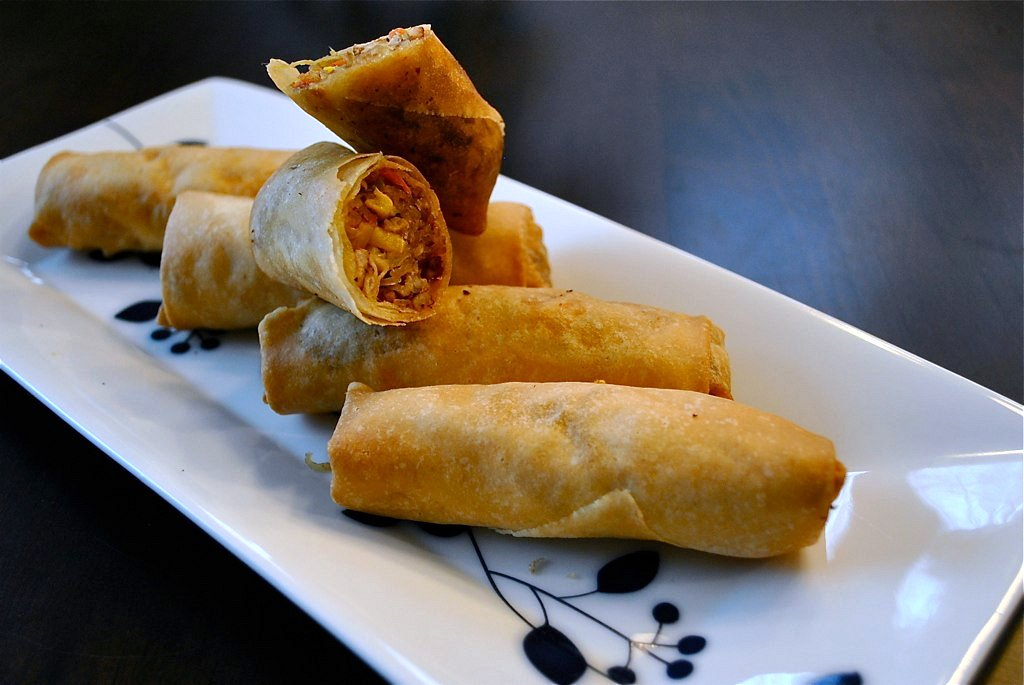
رول تخم مرغ برش خورده و باز شده

برخلاف نامش، رول تخم مرغ معمولاً حاوی تخم مرغ در مواد داخلش نیست. مشخص نیست که کلمه «تخم مرغ» چگونه در این نام ظاهر شده است، زیرا طعم غالب در رول‌های تخم مرغ آمریکایی کلم است، نه تخم مرغ. مقاله‌ای در سال ۱۹۷۹ در واشینگتن پست دو نظریه ارائه داد: ۱) اینکه کلمه «تخم مرغ» در زبان چینی (蛋، ماندارین: dàn، کانتونی: daan6)، تلفظی مشابه کلمه «بهار» (春، ماندارین: chūn، کانتونی: ceon1) دارد و ۲) اینکه سرآشپزهای جنوب چین از تخم مرغ در پوست نازک لفاف استفاده می‌کردند. یکی دیگر از ریشه‌های احتمالی این نام، دستور پخت «رول تخم‌مرغ» (که با نام «دن گان» نیز شناخته می‌شود) در کتاب آشپزی «کتاب آشپزی چینی» نوشته شیو وانگ چان در سال ۱۹۱۷ است. این دستور غذا به جای لفاف آردی، گوشت و سبزیجات را در لایه‌ای از تخم‌مرغ سرخ‌شده می‌پیچید.
چایخانهٔ نوم وا در شهر نیویورک ادعا می‌کند که قدیمی‌ترین یا اصلی‌ترین رول تخم‌مرغ را دارد. این رستوران از سال ۱۹۲۰ فعالیت می‌کند و می‌گوید که از سال ۱۹۲۹ رول‌های تخم‌مرغ بسیار بزرگ خود را با استفاده از یک پوشش نازک املت یا «کرپ تخم‌مرغ» درست می‌کنند (برخلاف انواع مدرن که از پوشش خمیر گندم استفاده می‌کنند).

## نگارخانه

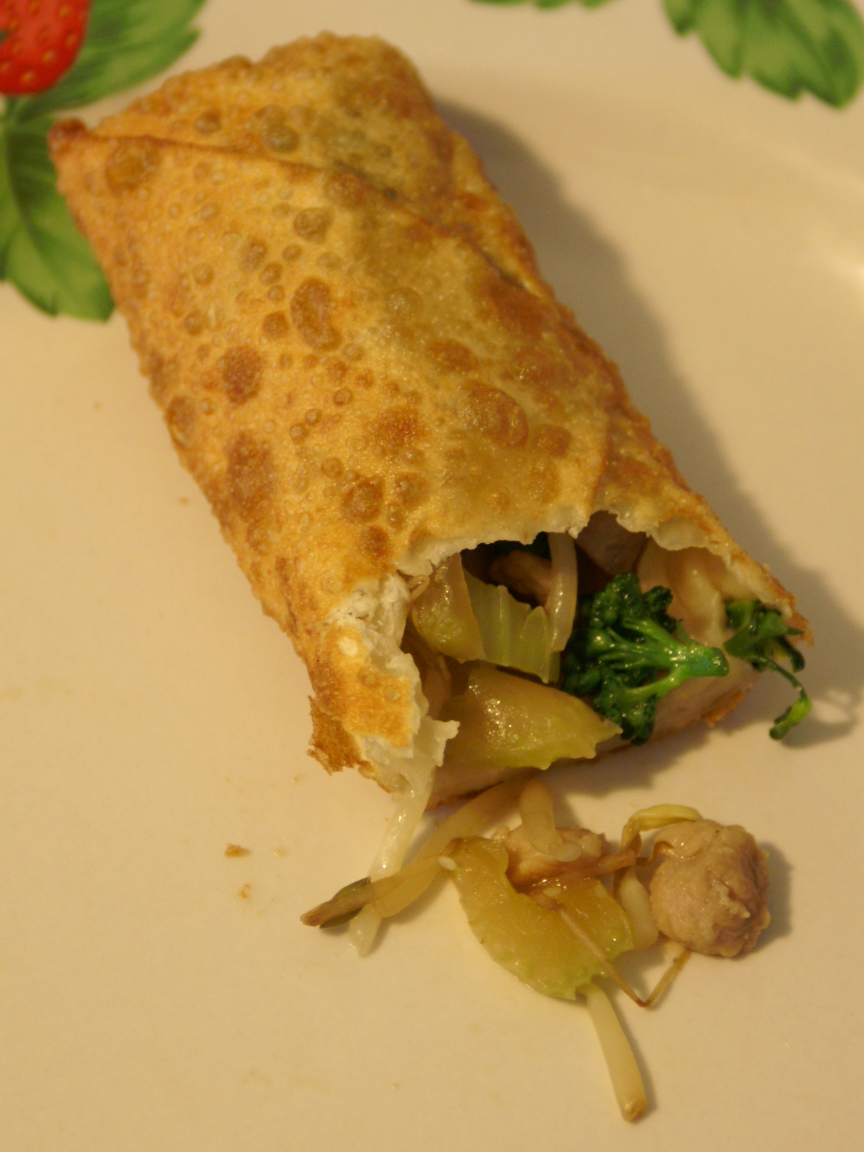
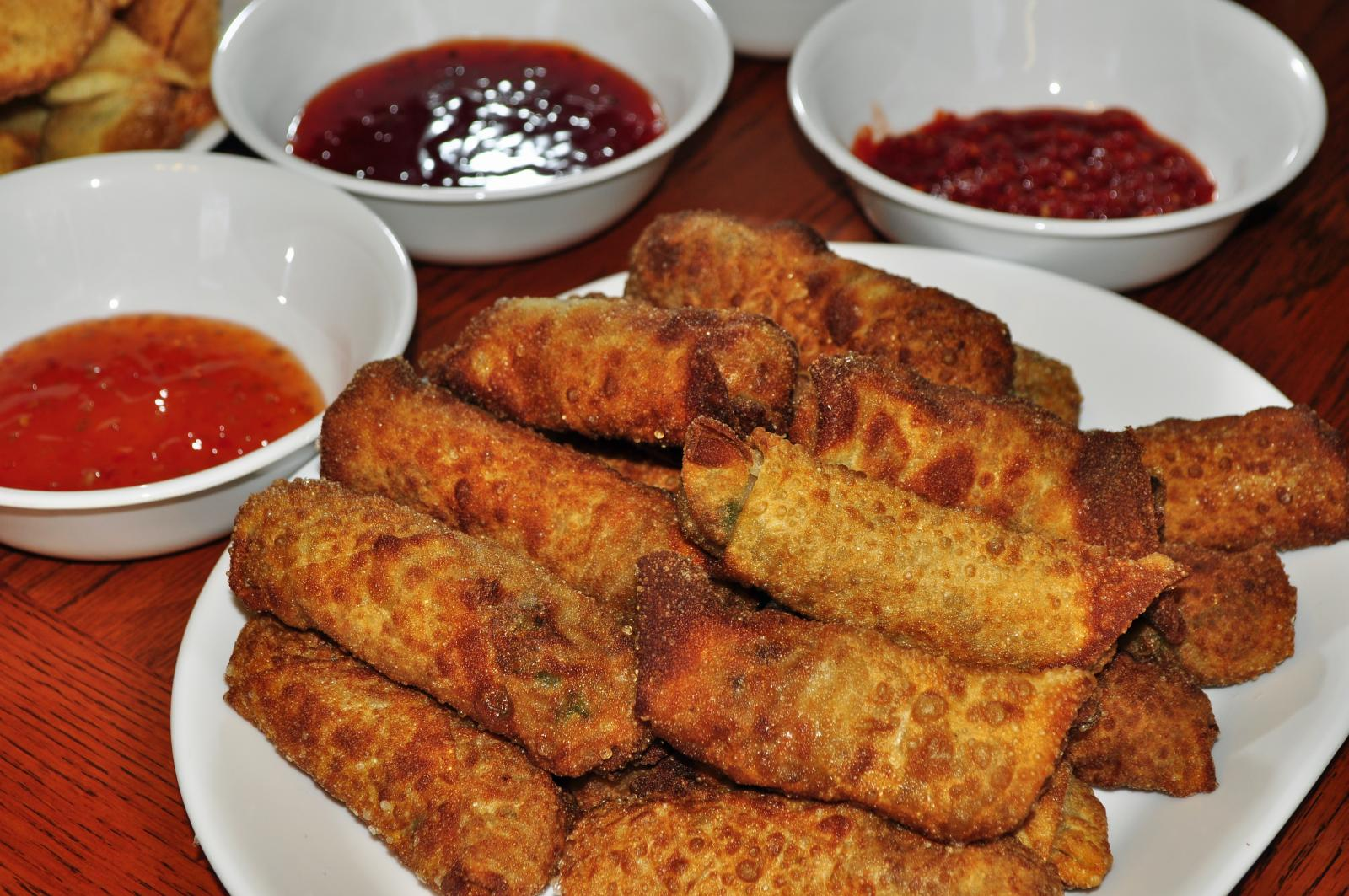
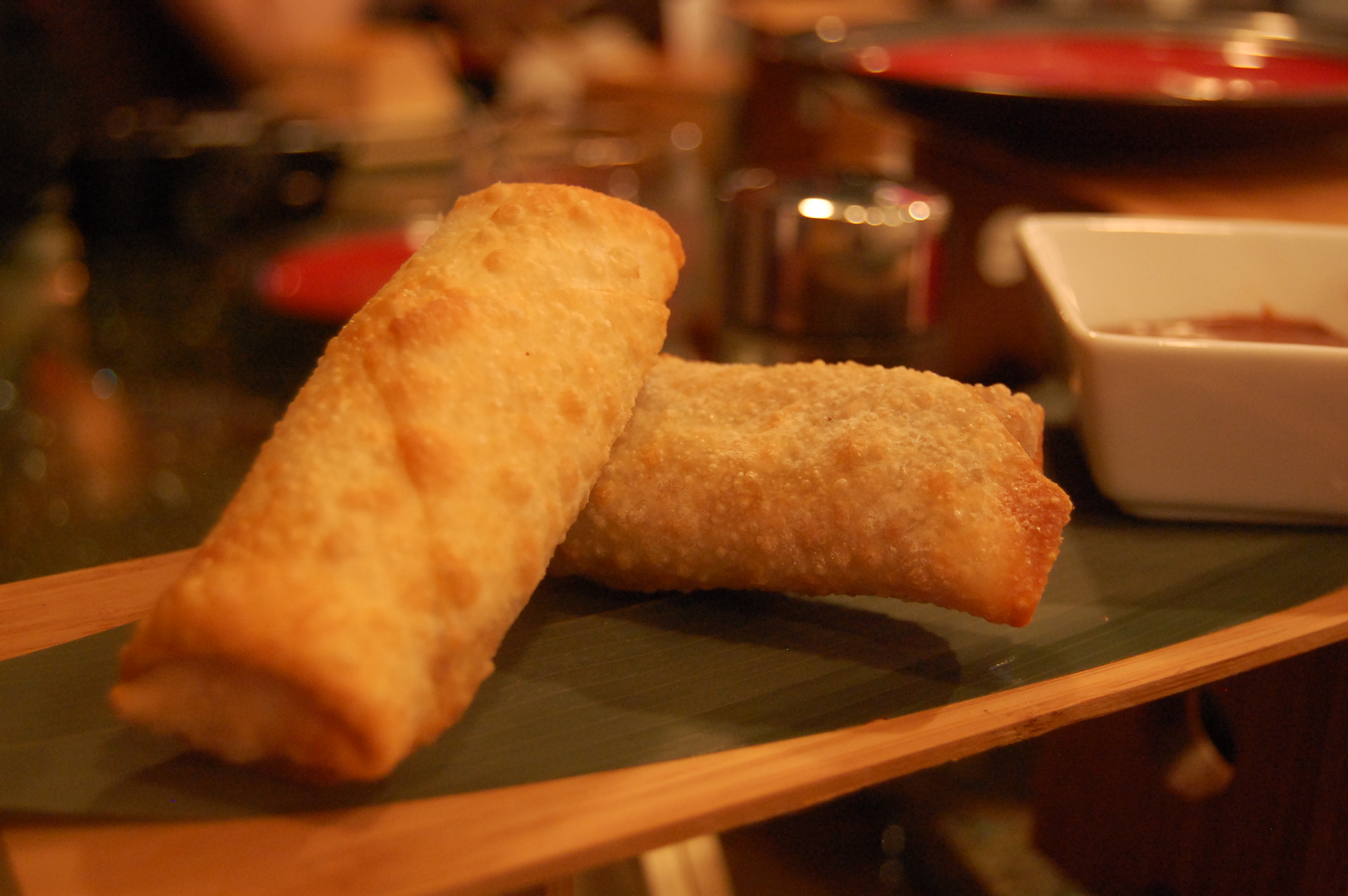
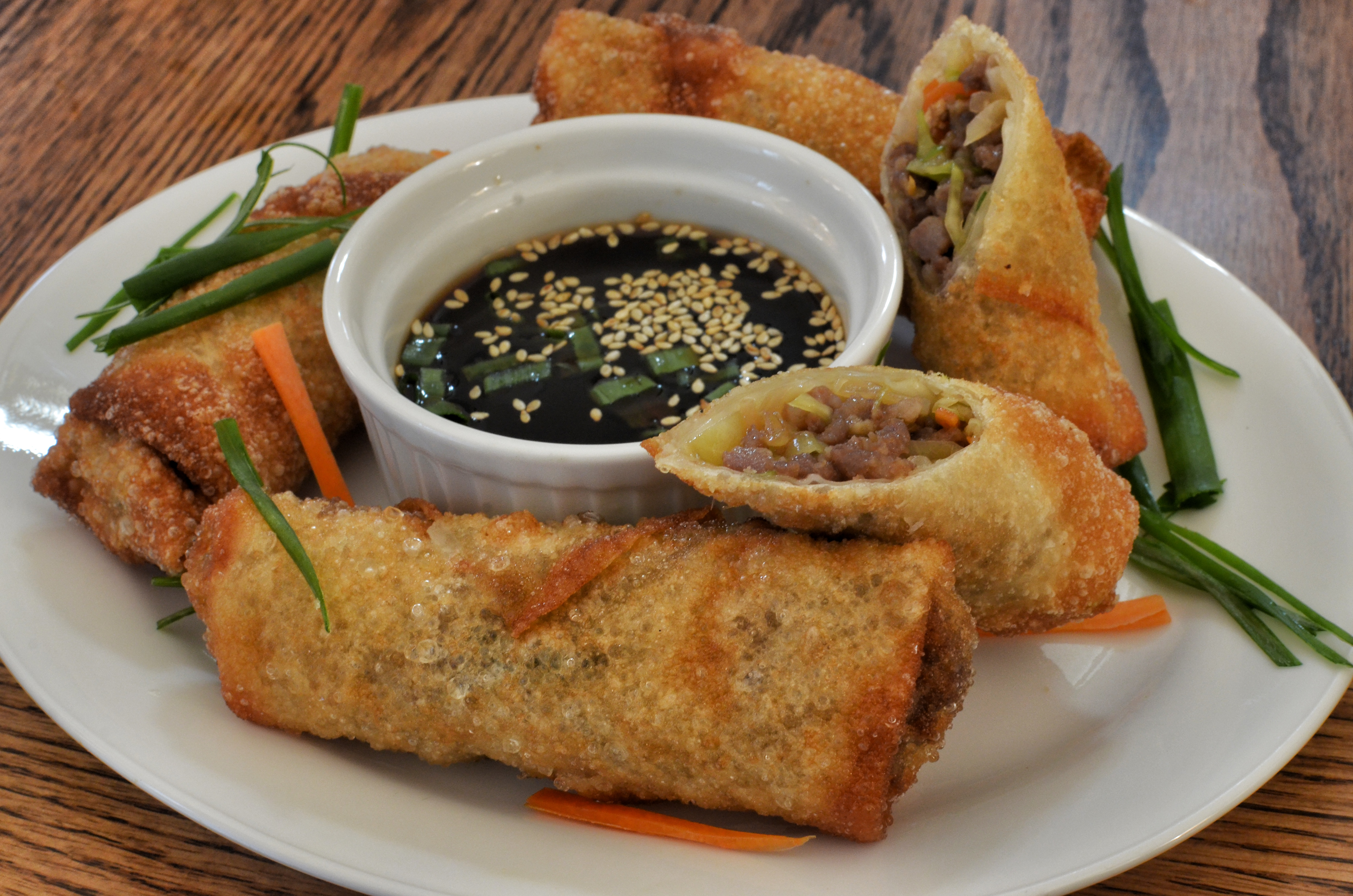
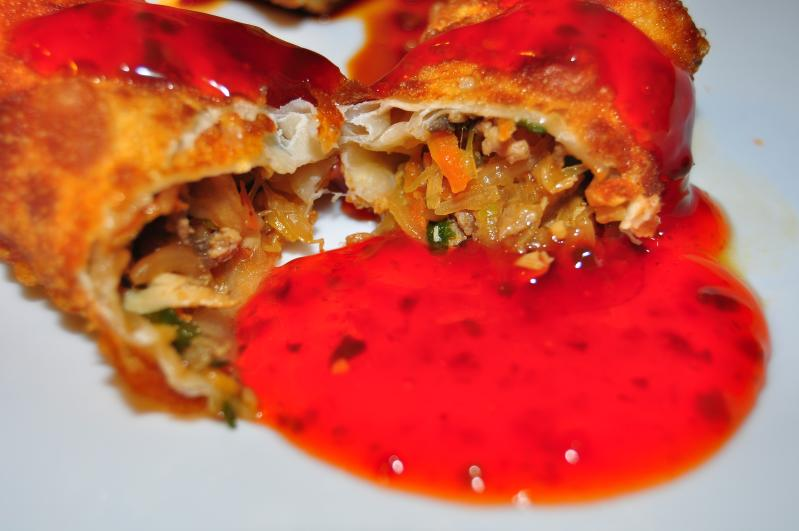
با سس شیرین

## جستاهای وابسته
- بریک
- پاستل
- سمبوسه